# Okres Kysucké Nové Mesto
Kysucké Nové Mesto is een district (Slowaaks: Okres) in de Slowaakse regio Žilina. De hoofdstad is Kysucké Nové Mesto. Het district bestaat uit 1 stad (Slowaaks: Mesto) en 13 gemeenten (Slowaaks: Obec).

## Steden
- Kysucké Nové Mesto

## Lijst van gemeenten
| - Dolný Vadičov - Horný Vadičov - Kysucký Lieskovec - Lodno - Lopušné Pažite | - Nesluša - Ochodnica - Povina - Radoľa - Rudina | - Rudinka - Rudinská - Snežnica |

Okres Bytča · Okres Čadca · Okres Dolný Kubín · Okres Kysucké Nové Mesto · Okres Liptovský Mikuláš · Okres Martin · Okres Námestovo · Okres Ružomberok · Okres Turčianske Teplice · Okres Tvrdošín · Okres Žilina